# Within You Without You
Within You Without You – piosenka zespołu The Beatles umieszczona na albumie Sgt. Pepper’s Lonely Hearts Club Band. Utwór napisał i wykonał George Harrison, bez udziału pozostałych trzech członków zespołu. John Lennon powiedział, że jest to jedna z najlepszych piosenek George’a Harrisona.

## Podział ról
1. George Harrison – wokal, tambura, sitar
2. Muzycy sesyjni – swarmandal, dilruba, tabla
3. Erich Gruenberg, Alan Loveday, Julien Gaillard, Paul Scherman, Ralph Elman, David Wolfsthal, Jack Rothstein, Jack Greene – skrzypce
4. Reginald Kilbey, Allen Ford, Peter Beavan – wiolonczela